# Frank Ryan
Frank Ryan, född 1902 i Elton, Limerick, Irland, död 10 juni 1944 i Dresden, Tyskland, var en irländsk soldat, vänsteraktivist och journalist. Ryan skrev för The Republic, Sinn Féins husorgan, och var framstående inom IRA men är mest känd för att ha lett de irländska frivilliga under Spanska inbördeskriget. De ungefär 80 irländarna, som ingick i Internationella brigaderna, kallas ibland för Connolly-kolonnen efter en av ledarna för Påskupproret 1916, James Connolly.
Ryan greps 1938 av Francos trupper och fängslades, men blev fri genom den tyska underrättelsetjänstens inflytande. Han fördes till Tyskland, där han deltog i planerandet och delvis i genomförandet av operationer riktade mot brittiska intressen. Han dog i Dresden i sviterna av en lunginflammation och begravdes där, men kvarlevorna fördes 1979 till Dublin och Glasnevin-kyrkogården.